# シアーノ
シアーノ（伊: Siano）は、イタリア共和国カンパニア州サレルノ県にある、人口約9,800人の基礎自治体（コムーネ）。

## 地理

### 位置・広がり

#### 隣接コムーネ
隣接するコムーネは以下の通り。括弧内のAVはアヴェッリーノ県所属を示す。
- ブラチリアーノ
- カステル・サン・ジョルジョ
- メルカート・サン・セヴェリーノ
- クインディチ (AV)
- サルノ